# هارولد جونسون (ملاكم)
هارولد جونسون (بالإنجليزية: Harold Johnson)‏ مواليد 9 أغسطس 1928 في بنسيلفانيا - الوفاة 19 فبراير 2015 في فيلادلفيا، كان ملاكم أمريكي سابق صنّف ضمن فئة الوزن الثقيل.

## إحصائيات
خاض خلال مسيرته 88 نزالا، فاز في 76 ولم يتعادل وخسر في 11. فاز بالضربة القاضية في 32 نزالا.

## روابط خارجية
- هارولد جونسون على موقع بوكس ريك (الإنجليزية) (registration required)